# Transliterace
Transliterace je věrný přepis psaného slova (textu, typicky zeměpisného názvu nebo jména osoby) z jednoho písma do jiného. Význam má zejména pro odborné lingvistické účely.
Jejím cílem je jen usnadnit přečtení daného výrazu poučenému čtenáři, který zdrojové písmo neovládá; na rozdíl od transkripce se však snaží neztratit žádnou informaci o původním pravopisu. Není tedy zápisem mluvené řeči jiným písmem jako transkripce, nýbrž přepisem grafických znaků jinými znaky (písmeny).
Transliterace tedy musí zachytit i rozdíly mezi znaky či skupinami znaků, které se vyslovují stejně, ale ve zdrojovém jazyce se z nějakých důvodů píší odlišně. V mezích tohoto principu se transliterace nicméně snaží (podobně jako transkripce) o zachycení výslovnosti slova, ale obdobně, jako v původním písmu, a volí pokud možno takové znaky cílového písma, které mají (v hlavních jazycích, jež cílové písmo používají) podobnou či stejnou výslovnost jako text ve zdrojovém písmu. Z tohoto důvodu může být transliterace ovlivněna nejen písmy, ale i konkrétními jazyky, které písmo používají. Vliv zdrojového jazyka lze málokdy úplně odbourat, je obtížné najít univerzální transkripci z jednoho zdrojového písma bez ohledu na jazyk, ale je žádoucí, aby transliterace pokud možno nepodléhala jazyku cílového uživatele. Pro řadu zdrojových jazyků proto existují transliterační úzy pro účely lingvistických publikací; existují i snahy sjednotit transliteraci zeměpisných názvů na mapách.
Ideální transliterace je zobrazení 1:1, tj. jednomu zdrojovému znaku odpovídá jeden cílový. Protože repertoáry dvou písem jsou typicky ovlivněny dvěma různými jazyky a vzájemně si neodpovídají, vytvářejí se v cílovém písmu nové znaky pomocí diakritických znamének.
Někdy je vhodnější (nebo z technických důvodů nezbytné) použít raději v cílovém písmu spřežku (dva nebo tři znaky, které reprezentují jeden původní), pokud možno by ale mělo platit, že znaky, z nichž se spřežka skládá, se nemohou vedle sebe v daném pořadí vyskytnout jako samostatné přepisy dvou zdrojových znaků. Případně je nutné tuto kolizi vhodně řešit jinak. Nejvhodnější je použít jako jeden ze znaků (zpravidla druhý resp. poslední ve spřežce) znak, který se nepoužívá, pokud je takový k dispozici.

Z některých písem ani nelze opravdovou transliteraci provést, např. repertoár čínských znaků natolik převyšuje repertoár kteréhokoli hláskového písma, že neexistuje prakticky použitelné zobrazení, které by současně umožňovalo rekonstrukci původního textu a současně bylo čitelné pro poučeného čtenáře.